# Ambar avec kotobanja à Buđanovci
L'ambar avec kotobanja à Buđanovci (en serbe cyrillique : Амбар са котобањом у Буђановцима ; en serbe latin : Ambar sa kotobanjom u Buđanovcima) se trouve à Buđanovci, dans la province de Voïvodine, dans le district de Syrmie et dans la municipalité de Ruma, en Serbie. Il est inscrit sur la liste des monuments culturels de grande importance de la république de Serbie (identifiant no SK 1287).

## Présentation
L'ambar (grenier) avec sa kotobanja (sorte de séchoir à maïs), situé 11 rue Nebojše Jerkovića, a été édifié en 1897, ainsi que l'indique une inscription sur un pignon du toit ; il a été construit pour Živan Perušić et ses fils Nedeljko et Mitar par le maître d'œuvre Pavle Bran.
L'ambar et sa kotobanja étaient construits en bois, sans porche mais avec un hangar central qui permettait l'accès au sous-sol situé sous le bâtiment ; les piliers du grenier étaient décorés de motifs végétaux, notamment des feuilles de vigne, des grappes de raisin et des lys. Le pignon était décoré de motifs géométriques et, dans sa partie haute, d'un soleil avec ses rayons. La façade était polychrome, ainsi que l'indiquent des traces de couleurs rouges et vertes.
Cet ambar et sa kotobanja représentent une variante antérieure aux ambars avec kotobanja avec un porche-galerie.
L'édifice a été détruit dans un incendie.